# Castillon-en-Couserans
Pour les articles homonymes, voir Castillon.
Castillon-en-Couserans (occitan : Castilhon de Coserans) est une commune française, située dans département de l'Ariège, en région Occitanie. Sur le plan historique et culturel, la commune fait partie du Couserans, pays aux racines gasconnes structuré par le cours du Salat.
Exposée à un climat de montagne, elle est drainée par le Lez, le ruisseau d'Astien et par divers autres petits cours d'eau. Incluse dans le parc naturel régional des Pyrénées ariégeoises, la commune possède un patrimoine naturel remarquable composé de trois zones naturelles d'intérêt écologique, faunistique et floristique.
Castillon-en-Couserans est une commune rurale qui compte 433 habitants en 2022, après avoir connu un pic de population de 1 211 habitants en 1846. Elle fait partie de l'aire d'attraction de Saint-Girons. Ses habitants sont appelés les Castillonnais ou Castillonnaises.
La petite ville s'étale au pied d'une butte boisée couronnée par une chapelle bâtie sur l'emplacement d'un ancien château fort des comtes de Comminges.
Le patrimoine architectural de la commune comprend deux immeubles protégés au titre des monuments historiques : la chapelle du Calvaire, classée en 1906 et l'Église Saint-Barthélemy inscrite en 2023.

## Géographie

### Localisation
1. Carte dynamique
2. Carte Openstreetmap
3. Carte topographique
4. Carte avec les communes environnantes

La commune de Castillon-en-Couserans se trouve dans le département de l'Ariège, en région Occitanie.
Cette commune située dans les Pyrénées en Couserans à l'ouest du département de l'Ariège est le bourg-centre du Castillonnais. Elle fait partie du parc naturel régional des Pyrénées ariégeoises.
Elle se situe à 47 km à vol d'oiseau de Foix, préfecture du département, et à 12 km de Saint-Girons, sous-préfecture.
Les communes les plus proches sont :
Audressein (1,2 km), Cescau (1,3 km), Sor (1,9 km), Salsein (2,4 km), Les Bordes-sur-Lez (2,5 km), Arrout (2,7 km), Arrien-en-Bethmale (2,8 km), Balaguères (3,4 km).
Sur le plan historique et culturel, Castillon-en-Couserans fait partie du Couserans, pays aux racines gasconnes structuré par le cours du Salat (affluent de la Garonne), que rien ne prédisposait à rejoindre les anciennes dépendances du comté de Foix.
Castillon-en-Couserans est limitrophe de six autres communes.
Les communes limitrophes sont  Arrien-en-Bethmale, Audressein, Bordes-Uchentein, Cescau, Engomer et Moulis.
|            | Cescau                 | Engomer            |
| Audressein | Castillon-en-Couserans | Moulis             |
|            | Bordes-Uchentein       | Arrien-en-Bethmale |

### Géologie et relief
La commune est située dans les Pyrénées, une chaîne montagneuse jeune, érigée durant l'ère tertiaire (il y a 40 millions d'années environ), en même temps que les Alpes. Les terrains affleurants sur le territoire communal sont constitués de roches métamorphiques datant du Protérozoïque, le dernier éon du Précambrien sur l’échelle des temps géologiques. La structure détaillée des couches affleurantes est décrite dans les feuilles « no 1073 - Aspect » et « no 1074 - Saint-Girons » de la carte géologique harmonisée au 1/50 000ème du département de l'Ariège, et leurs notices associées.
La superficie cadastrale de la commune publiée par l’Insee, qui sert de références dans toutes les statistiques, est de 4,94 km2,. La superficie géographique, issue de la BD Topo, composante du Référentiel à grande échelle produit par l'IGN, est quant à elle de 5,05 km2. Son relief est particulièrement découpé puisque la dénivelée maximale atteint 802 mètres. L'altitude du territoire varie entre 518 m et 1 320 m.

### Hydrographie

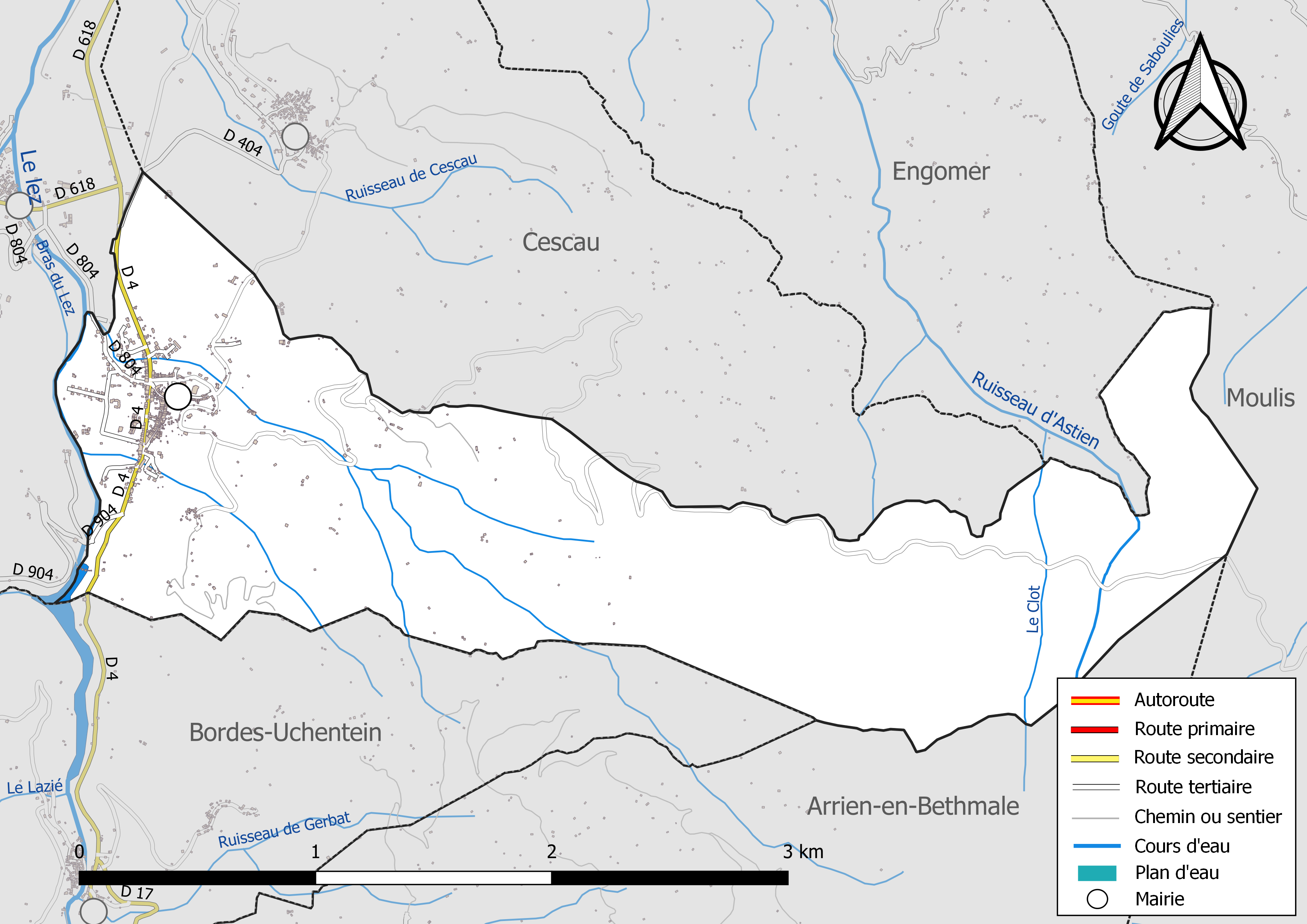
Réseaux hydrographique et routier de Castillon-en-Couserans.

La commune est dans le bassin versant de la Garonne, au sein du bassin hydrographique Adour-Garonne. Elle est drainée par le Lez, le ruisseau d'Astien, le Clot et par divers petits cours d'eau, constituant un réseau hydrographique de 8 km de longueur totale,.
Le Lez, d'une longueur totale de 35,8 km, prend sa source dans la commune de Sentein et s'écoule du sud-ouest vers le nord-est. Il traverse la commune et se jette dans le Salat à Saint-Girons, après avoir traversé 11 communes.

### Climat
Pour des articles plus généraux, voir Climat de l'Occitanie et Climat de l'Ariège.
En 2010, le climat de la commune est de type climat des marges montargnardes, selon une étude s'appuyant sur une série de données couvrant la période 1971-2000. En 2020, Météo-France publie une typologie des climats de la France métropolitaine dans laquelle la commune est exposée à un climat de montagne et est dans la région climatique Pyrénées centrales, caractérisée par une pluviométrie annuelle de 1 000 à 1 200 mm.
Pour la période 1971-2000, la température annuelle moyenne est de 11,4 °C, avec une amplitude thermique annuelle de 14,6 °C. Le cumul annuel moyen de précipitations est de 1 042 mm, avec 10,1 jours de précipitations en janvier et 7,8 jours en juillet. Pour la période 1991-2020, la température moyenne annuelle observée sur la station météorologique la plus proche, située sur la commune d'Augirein à 10 km à vol d'oiseau, est de 11,7 °C et le cumul annuel moyen de précipitations est de 1 257,9 mm,. Pour l'avenir, les paramètres climatiques de la commune estimés pour 2050 selon différents scénarios d'émission de gaz à effet de serre sont consultables sur un site dédié publié par Météo-France en novembre 2022.

### Milieux naturels et biodiversité

#### Espaces protégés
La protection réglementaire est le mode d’intervention le plus fort pour préserver des espaces naturels remarquables et leur biodiversité associée,.
La commune fait partie du parc naturel régional des Pyrénées ariégeoises, créé en 2009 et d'une superficie de 245 973 ha, qui s'étend sur 138 communes du département. Ce territoire unit les plus hauts sommets aux frontières de l’Andorre et de l’Espagne (la Pique d'Estats, le mont Valier, etc) et les plus hautes vallées des avants-monts, jusqu’aux plissements du Plantaurel.

#### Zones naturelles d'intérêt écologique, faunistique et floristique
L’inventaire des zones naturelles d'intérêt écologique, faunistique et floristique (ZNIEFF) a pour objectif de réaliser une couverture des zones les plus intéressantes sur le plan écologique, essentiellement dans la perspective d’améliorer la connaissance du patrimoine naturel national et de fournir aux différents décideurs un outil d’aide à la prise en compte de l’environnement dans l’aménagement du territoire.
Deux ZNIEFF de type 1 sont recensées sur la commune :
le « massif du Bouireix et montagnes de Sourroque » (13 572 ha), couvrant 14 communes du département, et
la « partie aval du Lez entre Les Bordes-sur-Lez et Saint-Girons » (76 ha), couvrant 9 communes du département
et une ZNIEFF de type 2, :
les « massifs du mont Valier, du Bouirex et montagnes de Sourroque » (32 357 ha), couvrant 18 communes du département.

Carte des ZNIEFF de type 1 et 2 à Castillon-en-Couserans.
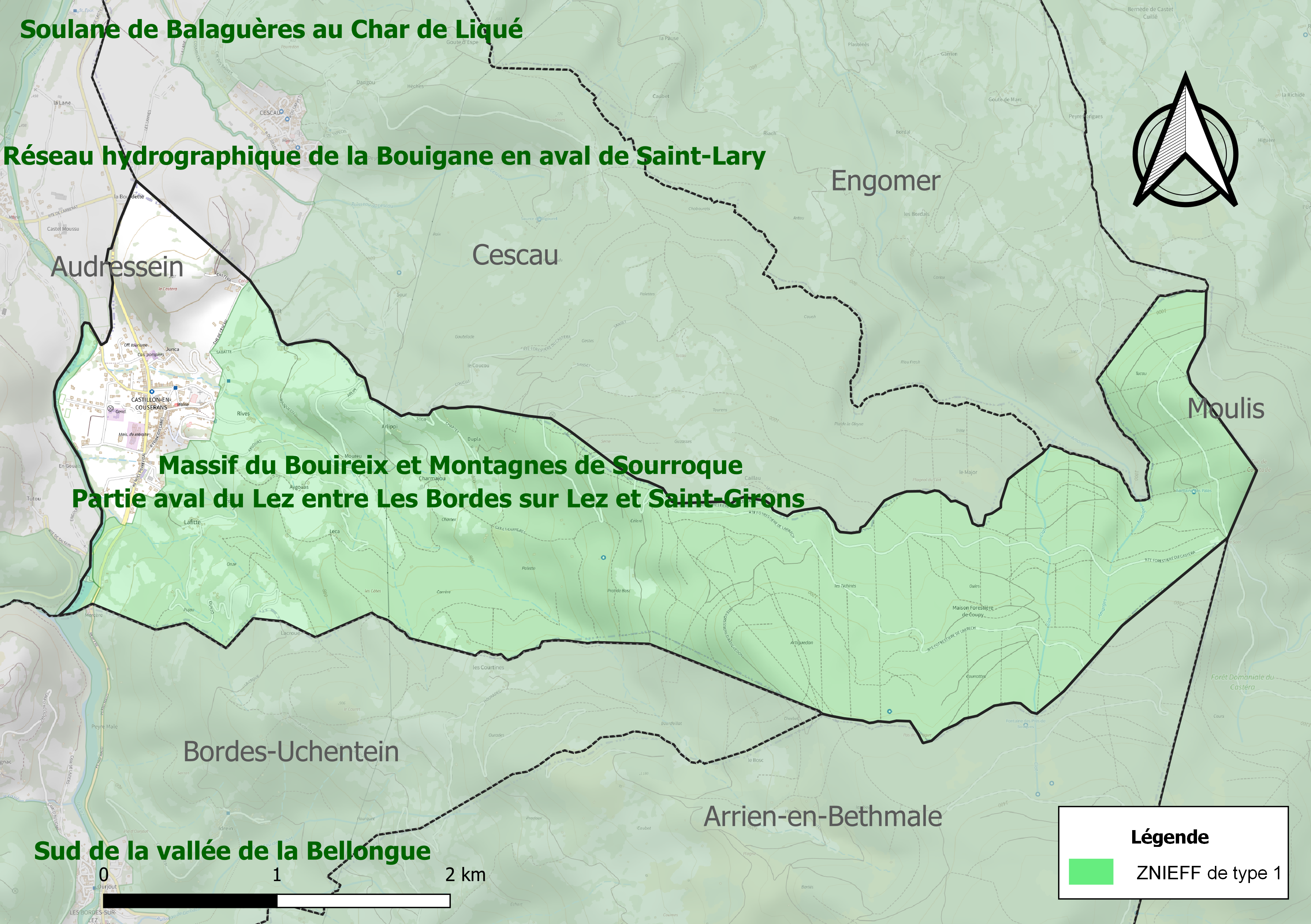
Carte des ZNIEFF de type 1 sur la commune.
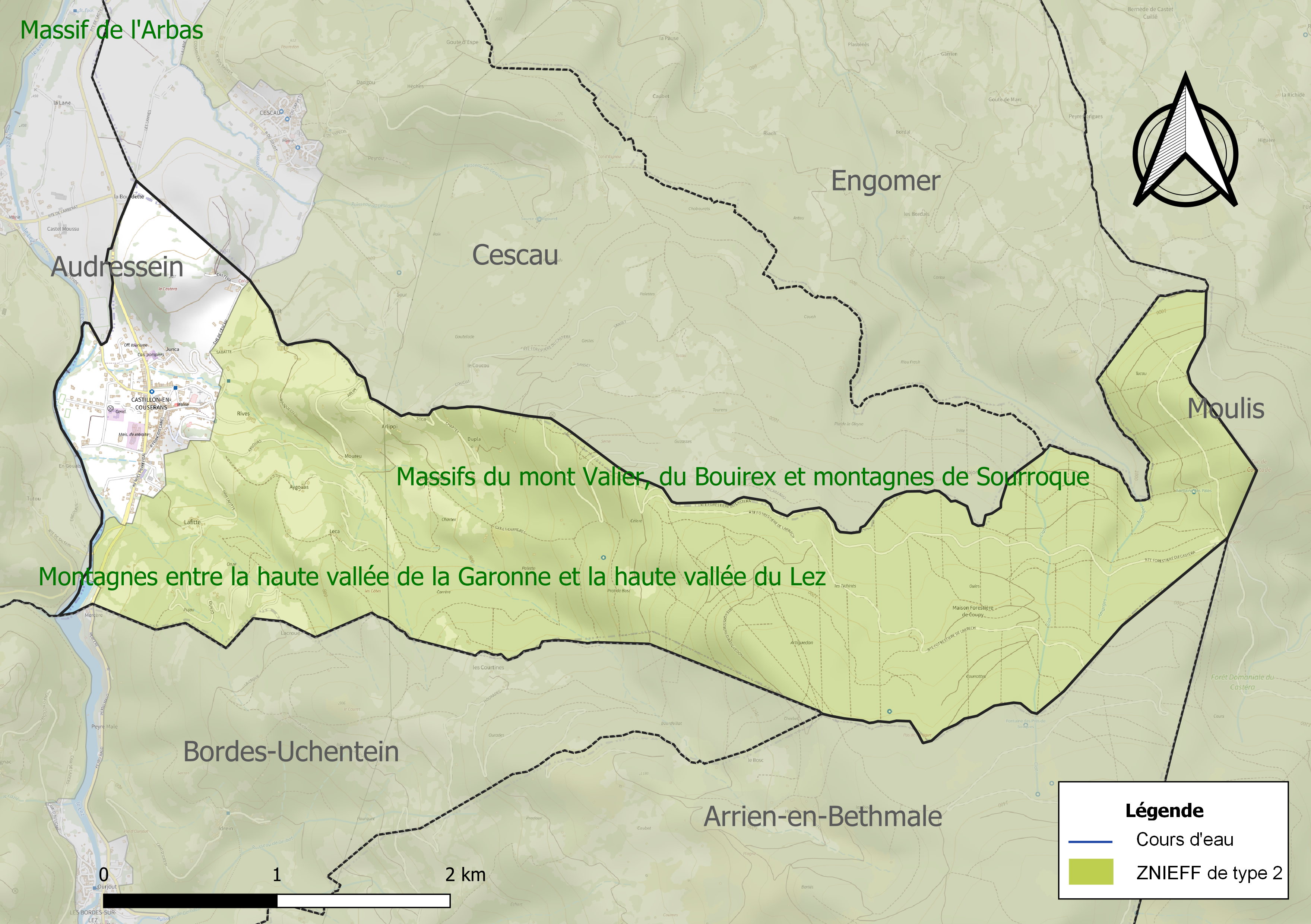
Carte de la ZNIEFF de type 2 sur la commune.

## Urbanisme

### Typologie
Au 1er janvier 2024, Castillon-en-Couserans est catégorisée commune rurale à habitat dispersé, selon la nouvelle grille communale de densité à 7 niveaux définie par l'Insee en 2022.
Elle est située hors unité urbaine. Par ailleurs la commune fait partie de l'aire d'attraction de Saint-Girons, dont elle est une commune de la couronne,. Cette aire, qui regroupe 70 communes, est catégorisée dans les aires de moins de 50 000 habitants,.

### Occupation des sols

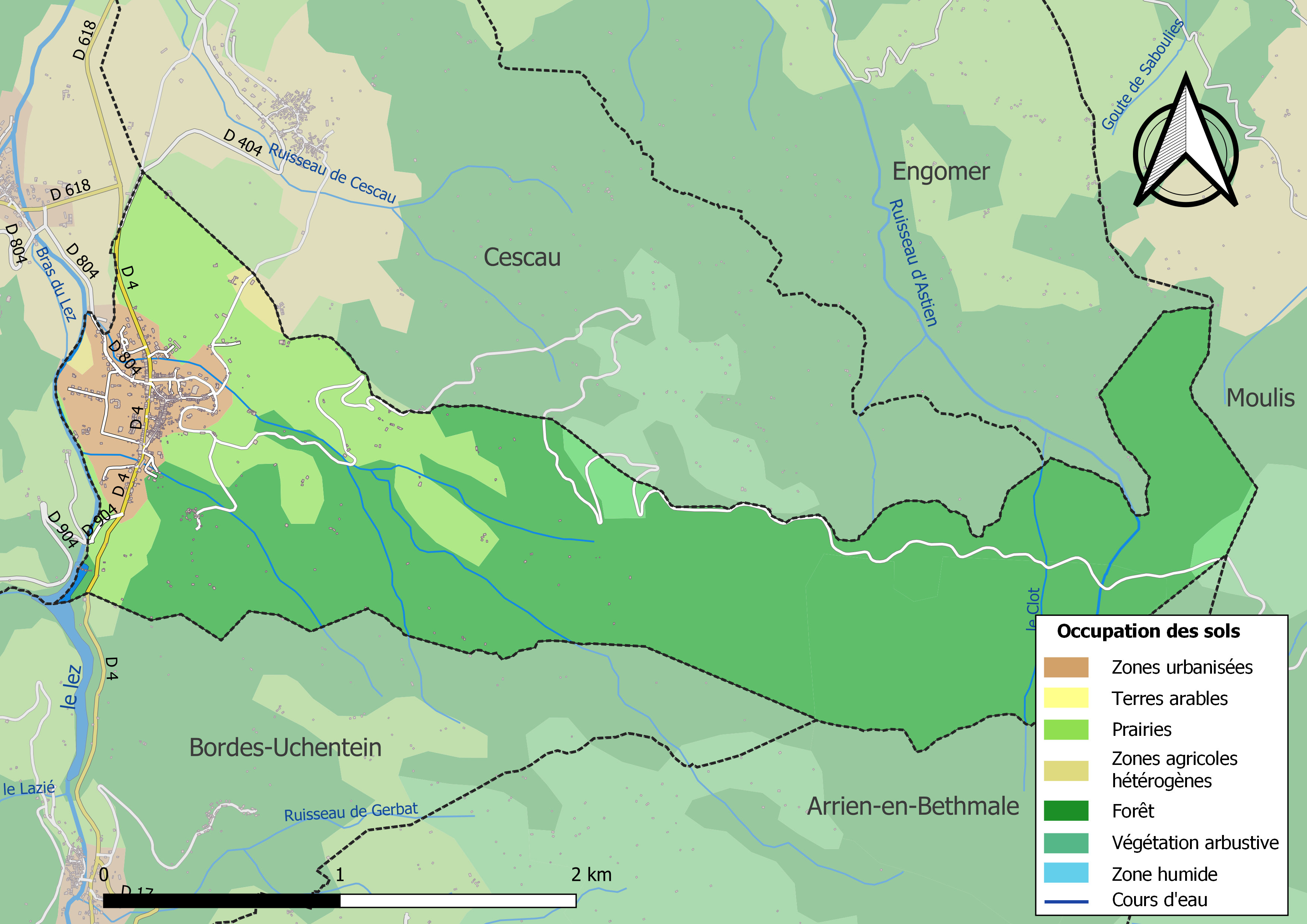
Carte des infrastructures et de l'occupation des sols de la commune en 2018 (CLC).

L'occupation des sols de la commune, telle qu'elle ressort de la base de données européenne d’occupation biophysique des sols Corine Land Cover (CLC), est marquée par l'importance des forêts et milieux semi-naturels (73,3 % en 2018), une proportion identique à celle de 1990 (73,3 %). La répartition détaillée en 2018 est la suivante :
forêts (72,3 %), prairies (19 %), zones urbanisées (7,1 %), milieux à végétation arbustive et/ou herbacée (1 %), zones agricoles hétérogènes (0,6 %). L'évolution de l’occupation des sols de la commune et de ses infrastructures peut être observée sur les différentes représentations cartographiques du territoire : la carte de Cassini (XVIIIe siècle), la carte d'état-major (1820-1866) et les cartes ou photos aériennes de l'IGN pour la période actuelle (1950 à aujourd'hui).

### Habitat et logement
En 2018, le nombre total de logements dans la commune était de 390, alors qu'il était de 379 en 2013 et de 408 en 2008.
Parmi ces logements, 47,6 % étaient des résidences principales, 33,1 % des résidences secondaires et 19,3 % des logements vacants. Ces logements étaient pour 77,2 % d'entre eux des maisons individuelles et pour 22,8 % des appartements.
Le tableau ci-dessous présente la typologie des logements à Castillon-en-Couserans en 2018 en comparaison avec celle de l'Ariège et de la France entière. Une caractéristique marquante du parc de logements est ainsi une proportion de résidences secondaires et logements occasionnels (33,1 %) supérieure à celle du département (24,6 %) et à celle de la France entière (9,7 %). Concernant le statut d'occupation de ces logements, 55,8 % des habitants de la commune sont propriétaires de leur logement (56,4 % en 2013), contre 66,3 % pour l'Ariège et 57,5 % pour la France entière.
| Typologie                                               | Castillon-en-Couserans | Ariège | France entière |
| ------------------------------------------------------- | ---------------------- | ------ | -------------- |
| Résidences principales (en %)                           | 47,6                   | 65,7   | 82,1           |
| Résidences secondaires et logements occasionnels (en %) | 33,1                   | 24,6   | 9,7            |
| Logements vacants (en %)                                | 19,3                   | 9,7    | 8,2            |

### Voies de communication et transports
Accès avec les routes départementales D 18, D 318 et D 618 (ex-route nationale 618).

### Risques majeurs

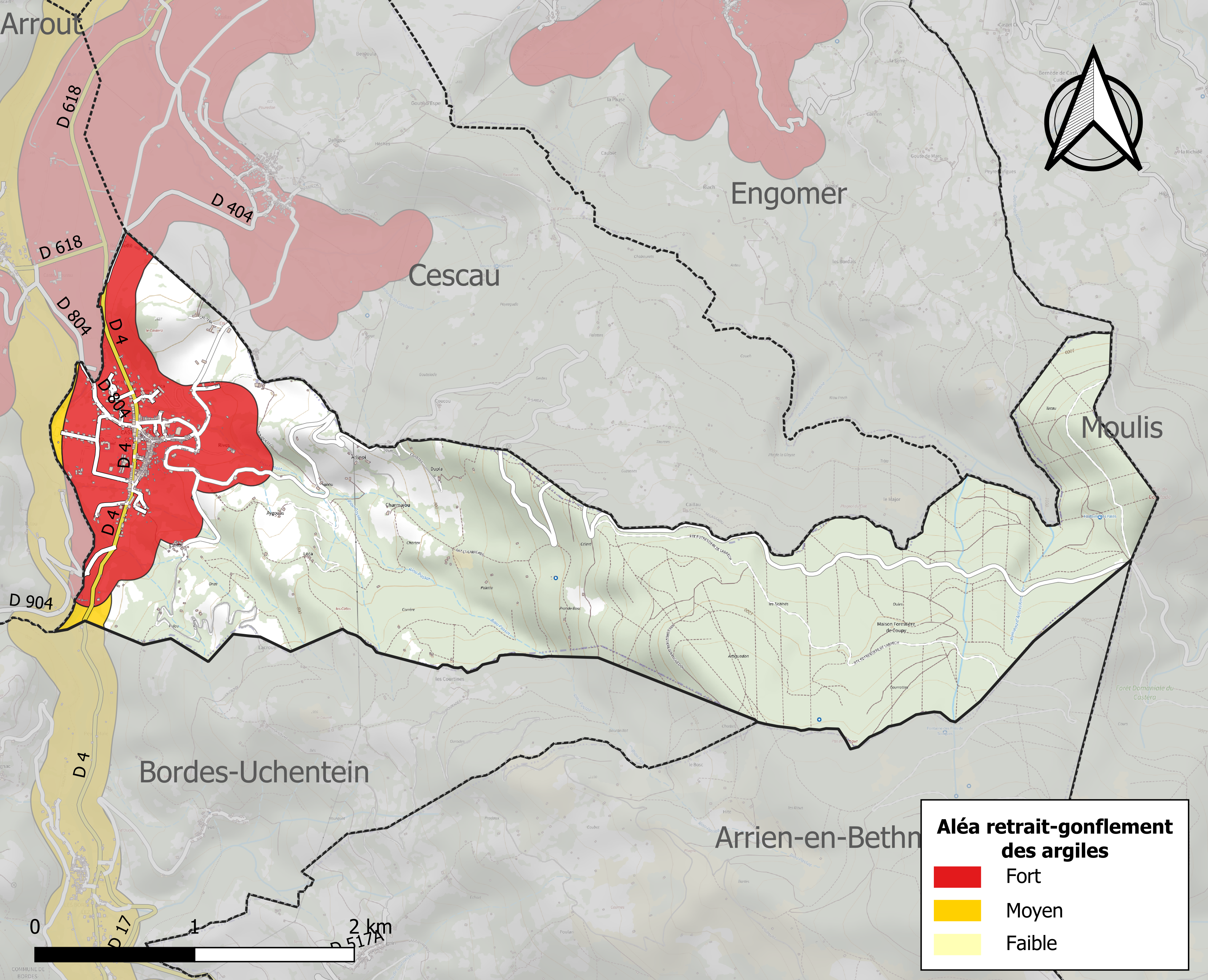
Zonage de l'aléa retrait-gonflement des argiles sur la commune de Castillon-en-Couserans.

Le territoire de la commune de Castillon-en-Couserans est vulnérable à différents aléas naturels : inondations, climatiques (grand froid ou canicule), feux de forêts, mouvements de terrains et séisme (sismicité modérée),.
Certaines parties du territoire communal sont susceptibles d’être affectées par le risque d’inondation par crue torrentielle d'un cours d'eau, le Lens, ou ruissellement d'un versant.
Les mouvements de terrains susceptibles de se produire sur la commune sont soit des chutes de blocs, soit des glissements de terrains, soit des mouvements liés au retrait-gonflement des argiles. Près de 50 % de la superficie du département est concernée par l'aléa retrait-gonflement des argiles, dont la commune de Castillon-en-Couserans. L'inventaire national des cavités souterraines permet par ailleurs de localiser celles situées sur la commune.
Ces risques naturels sont pris en compte dans l'aménagement du territoire de la commune par le biais d'un plan de prévention des risques (PPR) inondation, mouvement de terrain et avalanche approuvé le 16 août 2018.

## Toponymie
En occitan, castelhon, "petit château".

## Histoire

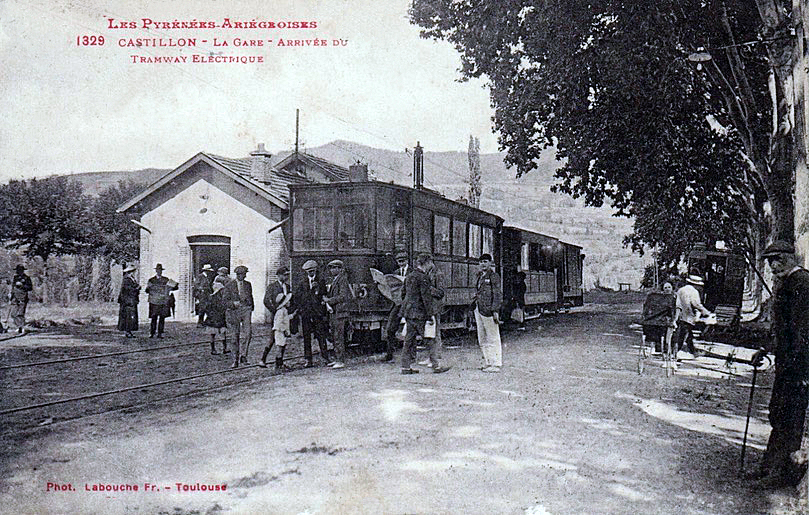
La gare du tramway en 1915

Des vestiges d'un château féodal du XIIe siècle, il ne reste qu'une chapelle castrale fortifiée au XVIe siècle. Un seigneur féodal : Odon de Castillon est mentionné pour la première fois en 1156.
En 1211, lors du premier siège de Toulouse, Raymond-At de Castillon, un des meilleurs chevaliers du comte de Comminges, fût tué lors d'un affrontement contre les soldats croisés.
Les foires et marchés de Castillon étaient fréquentés à la bonne saison par les Espagnols venus à pied du val d’Aran ou de la vallée de la Noguera Pallaresa pour y vendre des laines et du sel. Ce fait est attesté par les écrits de Louis de Froidour, Grand-maître des Forêts nommé par Colbert, en 1667 lors de sa grande visite d’inspection dans le Couserans.
Lors de la foire de Saint-Marc, le 25 avril, les pauvres se rassemblaient dans la rue Nougarol, les femmes avec une quenouille, les hommes avec un bâton de berger, pour offrir leurs services aux maîtres pour un an. Jusqu'en 1900, on parlait ainsi de la "Foire aux domestiques".
De 1911 à 1937, un tramway électrique desservait Castillon au départ de Saint-Girons, affecté au transport des minerais des mines de Sentein et du port d'Orle.
En 1940, le groupement 28 des chantiers de la jeunesse s'implante sur la commune avant d'être déplacé, en mars 1943, en Dordogne.

## Politique et administration

### Découpage territorial
La commune de Castillon-en-Couserans est membre de la communauté de communes Couserans-Pyrénées, un établissement public de coopération intercommunale (EPCI) à fiscalité propre créé le 18 novembre 2016 dont le siège est à Saint-Lizier. Ce dernier est par ailleurs membre d'autres groupements intercommunaux.
Sur le plan administratif, elle est rattachée à l'arrondissement de Saint-Girons, au département de l'Ariège, en tant que circonscription administrative de l'État, et à la région Occitanie.
Sur le plan électoral, elle dépend du canton du Couserans Ouest pour l'élection des conseillers départementaux, depuis le redécoupage cantonal de 2014 entré en vigueur en 2015, et de la première circonscription de l'Ariège  pour les élections législatives, depuis le redécoupage électoral de 1986.

### Administration municipale
Le nombre d'habitants au recensement de 2011 étant compris entre 100 et 499, le nombre de membres du conseil municipal pour l'élection de 2014 est de onze,.

## Population et société

### Démographie
L'évolution du nombre d'habitants est connue à travers les recensements de la population effectués dans la commune depuis 1793. Pour les communes de moins de 10 000 habitants, une enquête de recensement portant sur toute la population est réalisée tous les cinq ans, les populations de référence des années intermédiaires étant quant à elles estimées par interpolation ou extrapolation. Pour la commune, le premier recensement exhaustif entrant dans le cadre du nouveau dispositif a été réalisé en 2006.

En 2022, la commune comptait 433 habitants, en évolution de +7,98 % par rapport à 2016 (Ariège : +1,48 %, France hors Mayotte : +2,11 %).
| 1793 | 1800 | 1806 | 1821 | 1831  | 1836  | 1841  | 1846  | 1851  |
| ---- | ---- | ---- | ---- | ----- | ----- | ----- | ----- | ----- |
| 821  | 709  | 874  | 916  | 1 000 | 1 141 | 1 170 | 1 211 | 1 205 |

| 1856  | 1861  | 1866  | 1872  | 1876 | 1881 | 1886 | 1891 | 1896 |
| ----- | ----- | ----- | ----- | ---- | ---- | ---- | ---- | ---- |
| 1 165 | 1 072 | 1 050 | 1 054 | 990  | 980  | 966  | 860  | 826  |

| 1901 | 1906 | 1911 | 1921 | 1926 | 1931 | 1936 | 1946 | 1954 |
| ---- | ---- | ---- | ---- | ---- | ---- | ---- | ---- | ---- |
| 782  | 835  | 843  | 650  | 620  | 610  | 607  | 614  | 567  |

| 1962 | 1968 | 1975 | 1982 | 1990 | 1999 | 2006 | 2011 | 2016 |
| ---- | ---- | ---- | ---- | ---- | ---- | ---- | ---- | ---- |
| 536  | 475  | 429  | 373  | 403  | 424  | 399  | 423  | 401  |

| 2021 | 2022 | - | - | - | - | - | - | - |
| ---- | ---- | - | - | - | - | - | - | - |
| 423  | 433  | - | - | - | - | - | - | - |

| selon la population municipale des années : | 1968 | 1975 | 1982 | 1990 | 1999 | 2006 | 2009 | 2013 |
| Rang de la commune dans le département      | 55   | 48   | 81   | 71   | 71   | 73   | 73   | 73   |
| Nombre de communes du département           | 340  | 328  | 330  | 332  | 332  | 332  | 332  | 332  |

### Enseignement
Castillon-en-Couserans fait partie de l'académie de Toulouse et dispose d'une école publique primaire et d'un centre de loisirs.

### Santé
Castillon compte la maison de santé des quatre vallées avec médecin, dentiste, infirmières, kinésithérapeute.. Une pharmacie et un EHPAD sont également présents.

### Culture et festivités
- Écomusée du fromage de Bethmale (démonstration et fabrication du fromage)
- Transhumance des troupeaux en juin et septembre.
- Les 14 et 15 août 2019 a eu lieu à Castillon-en-Couserans[56] le premier spectacle son et lumière de « La guerre des Demoiselles »[57] avec de nombreux figurants locaux[58].

### Activités sportives
- Le Club olympique du Castillonnais (rugby à XV), en difficulté, a été forfait général en seniors pour la saison 2017-2018[59] mais est associé avec l'école de rugby du Couserans basée à Saint-Girons.
- Pêche, pétanque,

### Écologie et recyclage
La déchetterie intercommunale se trouve sur la commune proche d'Audressein.

## Économie

### Revenus
En 2018, la commune compte 180 ménages fiscaux, regroupant 311 personnes. La médiane du revenu disponible par unité de consommation est de 18 670 € (19 820 € dans le département).

### Emploi
| Division       | 2008   | 2013   | 2018   |
| -------------- | ------ | ------ | ------ |
| Commune        | 14,4 % | 9,9 %  | 13,8 % |
| Département    | 8,9 %  | 11,1 % | 11,2 % |
| France entière | 8,3 %  | 10 %   | 10 %   |

En 2018, la population âgée de 15 à 64 ans s'élève à 194 personnes, parmi lesquelles on compte 72,3 % d'actifs (58,5 % ayant un emploi et 13,8 % de chômeurs) et 27,7 % d'inactifs,. Depuis 2008, le taux de chômage communal (au sens du recensement) des 15-64 ans est supérieur à celui de la France et du département.
La commune fait partie de la couronne de l'aire d'attraction de Saint-Girons, du fait qu'au moins 15 % des actifs travaillent dans le pôle,. Elle compte 193 emplois en 2018, contre 184 en 2013 et 185 en 2008. Le nombre d'actifs ayant un emploi résidant dans la commune est de 116, soit un indicateur de concentration d'emploi de 166 % et un taux d'activité parmi les 15 ans ou plus de 40,1 %.
Sur ces 116 actifs de 15 ans ou plus ayant un emploi, 60 travaillent dans la commune, soit 51 % des habitants. Pour se rendre au travail, 63,2 % des habitants utilisent un véhicule personnel ou de fonction à quatre roues, 1,7 % les transports en commun, 14,6 % s'y rendent en deux-roues, à vélo ou à pied et 20,5 % n'ont pas besoin de transport (travail au domicile).

### Activités hors agriculture
75 établissements sont implantés à Castillon-en-Couserans au 31 décembre 2019. Le tableau ci-dessous en détaille le nombre par secteur d'activité et compare les ratios avec ceux du département,.
| Secteur d'activité                                                                                        | Commune | Commune | Département |
| Secteur d'activité                                                                                        | Nombre  | %       | %           |
| --- | ------- | ------- | ----------- |
| Ensemble                                                                                                  | 75      |         |             |
| Industrie manufacturière, industries extractives et autres                                                | 5       | 6,7 %   | (12,9 %)    |
| Construction                                                                                              | 5       | 6,7 %   | (14,2 %)    |
| Commerce de gros et de détail, transports, hébergement et restauration                                    | 19      | 25,3 %  | (27,5 %)    |
| Information et communication                                                                              | 1       | 1,3 %   | (1,8 %)     |
| Activités financières et d'assurance                                                                      | 3       | 4 %     | (2,8 %)     |
| Activités spécialisées, scientifiques et techniques et activités de services administratifs et de soutien | 7       | 9,3 %   | (13,2 %)    |
| Administration publique, enseignement, santé humaine et action sociale                                    | 30      | 40 %    | (14,4 %)    |
| Autres activités de services                                                                              | 5       | 6,7 %   | (8,8 %)     |

Le secteur de l'administration publique, l'enseignement, la santé humaine et l'action sociale est prépondérant sur la commune puisqu'il représente 40 % du nombre total d'établissements de la commune (30 sur les 75 entreprises implantées à Castillon-en-Couserans), contre 14,4 % au niveau départemental.
Les entreprises ayant leur siège social sur le territoire communal qui génèrent le plus de chiffre d'affaires en 2020 sont :
- SARL Boulangerie Escrive, boulangerie et boulangerie-pâtisserie (147 k€).

Castillon est un bourg central pour la vallée du Lez et ses affluents. À ce titre, les principaux commerces et services nécessaires à la vie locale et touristique sont présents.
Castillon se distingue par de nombreuses foires et marché : foire aux fleurs le 2e dimanche de mai, foire agricole du printemps le 1er mardi de mai, foire agricole d’automne le dernier mardi d’octobre, Foire aux arbres mi-novembre, vide-greniers en juillet août et marché tous les 1er et 3e mardi du mois le matin puis chaque mardi en juillet et août.
La marque Massipou y affine ses fromages.
Ce secteur des Pyrénées centrales est le berceau de la race ovine Castillonnaise et du cheval Castillonnais.
Office du tourisme ouvert toute l'année, camping municipal.

### Agriculture
|                                   | 1988 | 2000 | 2010 |
| --------------------------------- | ---- | ---- | ---- |
| Exploitations                     | 6    | 4    | 3    |
| Superficie agricole utilisée (ha) | 191  | 108  | 49   |

La commune fait partie de la petite région agricole dénommée « Région pyrénéenne ». En 2010, l'orientation technico-économique de l'agriculture  sur la commune est l'élevage d'ovins et de caprins. Trois exploitations agricoles ayant leur siège dans la commune sont dénombrées lors du recensement agricole de 2010 (six en 1988). La superficie agricole utilisée est de 49 ha.

## Culture locale et patrimoine

### Lieux et monuments

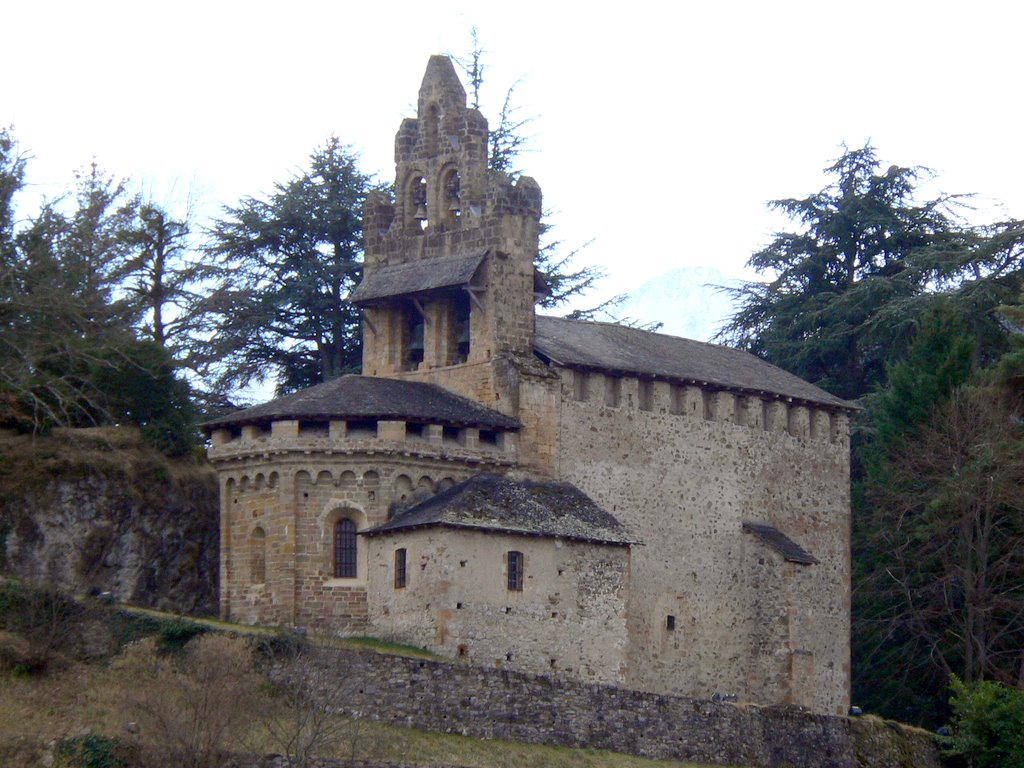
Chapelle romane du Calvaire du XIIe siècle.

- Chapelle du Calvaire (XIIe siècle) classée Monument historique le 20 octobre 1906, également appelée église Saint-Pierre.
- Église Saint-Barthélemy inscrite en totalité au titre des Monuments historiques le 13 septembre 2023.
- Chemin de croix.
- Carillon.

### Personnalités liées à la commune
- Jean-Baptiste Estaque, né sur la commune le 27 décembre 1758, avocat, député au Conseil des Cinq-cents de l’an IV à l’an VII.
- Pierre Soulé (1801-1870), avocat et homme politique franco-américain, fut notamment Sénateur de Louisiane.
- Joseph-Emmanuel-Xavier Durrieu (1814-1868), né à Castillon, journaliste influent et député anti-bonapartiste[65].
- Julien-Henri Busson-Billault (1823-1888), avocat, conseiller général du canton de Castillon, député de l'Ariège.
- Clément Bressou (1887-1979), professeur aux écoles vétérinaires de Toulouse et d'Alfort puis directeur de cette dernière, chercheur, naturaliste.
- René Morère (1907-1942), peintre expressionniste intimement lié à Castillon.
- Pierre Surre (1943), international de rugby à XIII né sur la commune.
- Grégory Turpin (1980), chanteur chrétien.

### Héraldique
| Castillon-en-Couserans | Son blasonnement est : De gueules à une tour d’argent surmontée d'une cigogne du même. |

## Pour approfondir